# Championnats des États-Unis de BMX
Les Championnats des États-Unis de BMX sont organisés chaque année par USA Cycling.

## Palmarès
| Année | Vainqueur       | Deuxième        | Troisième       |
| ----- | --------------- | --------------- | --------------- |
| 2009  | Jason Rogers    | Donny Robinson  | Barry Nobles    |
| 2010  | Nicholas Long   | Daniel Caluag   | Corey Reid      |
| 2011  | Corben Sharrah  | David Herman    | Tyler Brown     |
| 2012  | Connor Fields   | Nicholas Long   | David Herman    |
| 2013  | Nicholas Long   | Connor Fields   | Jared Garcia    |
| 2014  | Connor Fields   | Barry Nobles    | Steven Cisar    |
| 2015  | Nicholas Long   | Justin Posey    | Connor Fields   |
| 2016  | Connor Fields   | Corben Sharrah  | Nicholas Long   |
| 2017  | Corben Sharrah  | Jared Garcia    | Connor Fields   |
| 2018  | Corben Sharrah  | Zack Van Kammen | Tanner Sebesta  |
| 2019  | Corben Sharrah  | Jeremy Smith    | Jeffery Upshaw  |
| 2020  | Connor Fields   | Jeremy Smith    | Zach Van Kammen |
| 2021  | Connor Fields   | Kamren Larsen   | Jared Garcia    |
| 2022  | Corben Sharrah  | Kamren Larsen   | Cameron Moore   |
| 2023  | Anthony Bucardo | Jeremy Smith    | Cameron Wood    |
| 2024  | Kamren Larsen   | Jeremy Smith    | Joseph Leto     |

| Année | Vainqueur         | Deuxième           | Troisième          |
| ----- | ----------------- | ------------------ | ------------------ |
| 2009  | Dominique Daniels | Stephanie Barragan | Allie Dragoo       |
| 2010  | Dominique Daniels | Alise Post         | Stephanie Barragan |
| 2011  | Alise Post        | Brooke Crain       | Arielle Martin     |
| 2012  | Alise Post        | Amanda Carr        | Arielle Martin     |
| 2013  | Alise Post        | Arielle Martin     | Shealen Reno       |
| 2014  | Alise Post        | Felicia Stancil    | Brooke Crain       |
| 2015  | Alise Post        | Brooke Crain       | Felicia Stancil    |
| 2016  | Alise Post        | Brooke Crain       | Felicia Stancil    |
| 2017  | Alise Post        | Felicia Stancil    | Danielle George    |
| 2018  | Alise Willoughby  | Danielle George    | Felicia Stancil    |
| 2019  | Felicia Stancil   | Brooke Crain       | Alise Willoughby   |
| 2020  | Alise Willoughby  | Felicia Stancil    | Brooke Crain       |
| 2021  | Alise Willoughby  | Felicia Stancil    | Payton Ridenour    |
| 2022  | Daleny Vaughn     | Felicia Stancil    | McKenzie Gayheart  |
| 2023  | Alise Willoughby  | Payton Ridenour    | Lexis Colby        |
| 2024  | Alise Willoughby  | Carly Kane         | Lexis Colby        |